# Спайк Лий
Спайк Лий (на английски: Spike Lee) е американски режисьор, сценарист, филмов продуцент и актьор. 

## Биография
Роден е на 20 март 1957 година в Атланта в афроамериканското семейство на музиканта Бил Лий, което скоро се премества в Ню Йорк. Получава бакалавърска степен по масови комуникации в Колежа „Морхаус“ и магистърска по режисура в Нюйоркския университет. 

### Кариера
Започва да режисира от средата на 1980-те години и скоро придобива известност със своите социално ангажирани и новаторски в художествено отношение филми,  като „She's Gotta Have It“ (1986), „Постъпи както трябва“ („Do the Right Thing“, 1989), „Треска в джунглата“ („Jungle Fever“, 1991), „Малкълм Екс“ („Malcolm X“, 1992). От 1993 година преподава режисура в Нюйоркския университет.

## Избрана филмография
| Година | Филм                 | Оригинално заглавие |
| ------ | -------------------- | ------------------- |
| 1986   | She's Gotta Have It  | She's Gotta Have It |
| 1989   | Прави каквото трябва | Do the Right Thing  |
| 1991   | Треска в джунглата   | Jungle Fever        |
| 1992   | Малкълм Екс          | Malcolm X           |
| 2006   | Човек отвътре        | Inside Man          |
| 2018   | Черен в клана        | BlacKkKlansman      |
| 2020   |                      | Da 5 Bloods         |